# 梳邦
梳邦是馬來西亞雪蘭莪州八打灵县的一个市郊和县府也是一个华人新村，行政上隶属于莎亚南市政厅。其范围包括梳邦新村、梳邦马来村和绍嘉娜高尔夫球场等地。大吉隆坡地区的旧国际机场苏丹阿都阿兹沙机场就坐落于此，目前主要提供东南亚区域内的航线。

## 历史
梳邦新村原本有月700户家庭的大型新村，经济以农业为主。由于靠近机场，1990年代工厂业开始租一些住家单位，政府将大部分农业地段被转为工业地，居民陆续搬到附近花园住宅区，也有一些房子租给外劳，目前只剩约80户居民。

## 主要住宅区
梳邦区内有许多高尔夫球场如格林玛丽高尔夫球场、梳邦国家高尔夫球场和绍嘉娜高尔夫球场。

## 经济

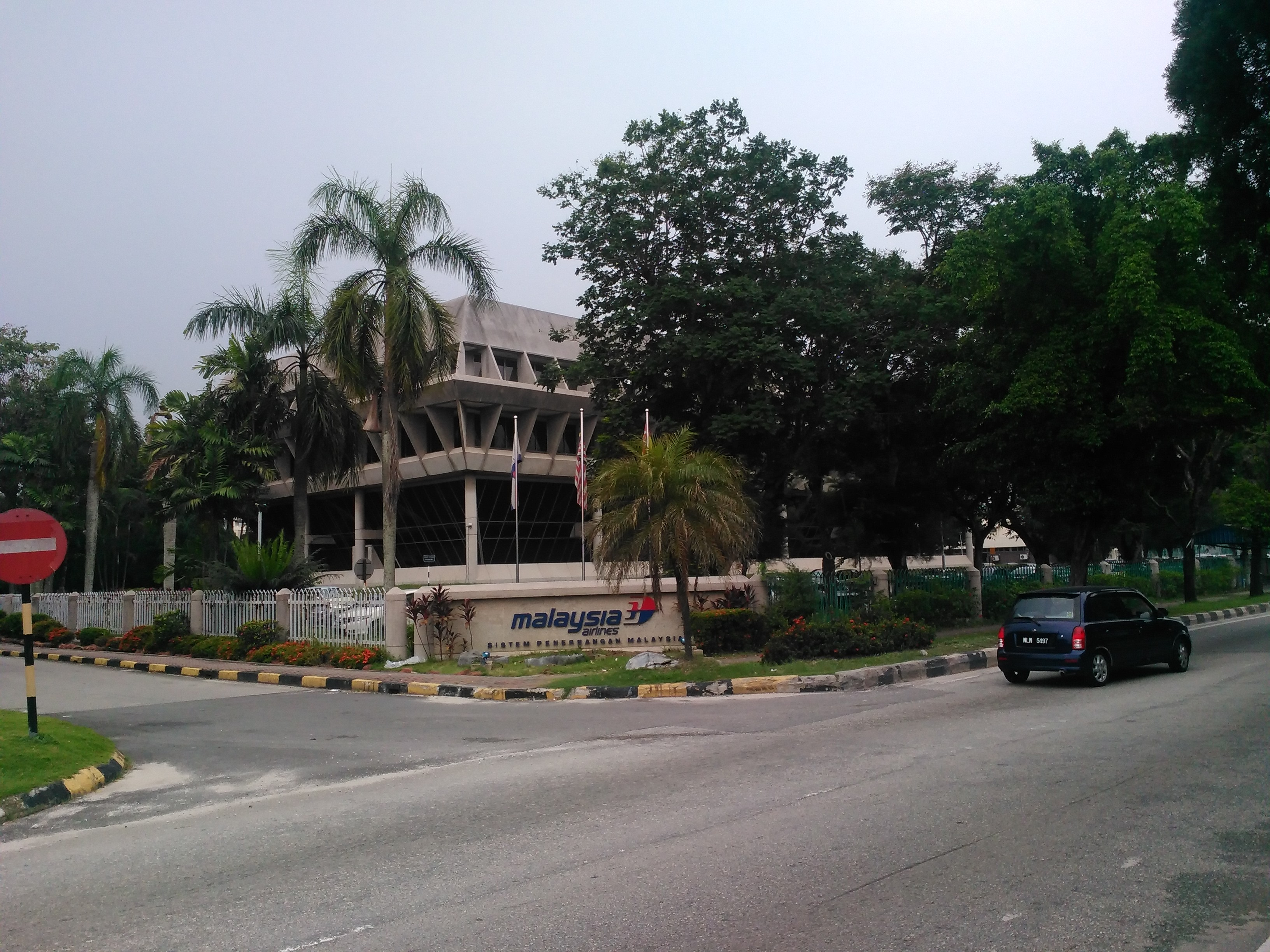
马航总部

马航和飛螢航空皆在梳邦苏丹阿都阿兹沙机场设有总部。而成功航空和拉亞航空也在这设立总部。梳邦柏兰岭商业中心是梳邦天空花园航站楼最近的商业枢纽。

## 教育

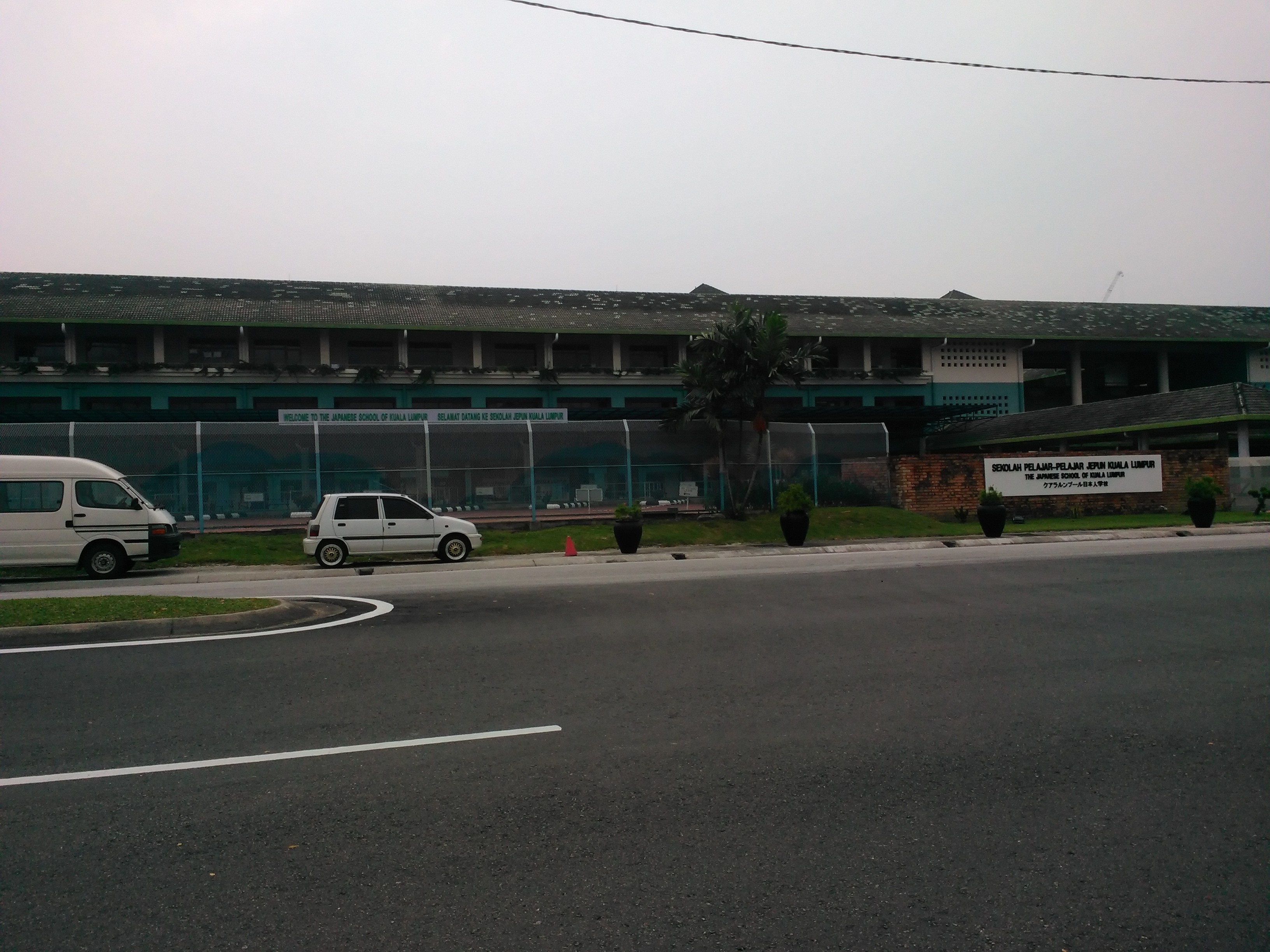
吉隆坡日本学校

吉隆坡日本学校位于梳邦的绍嘉娜高尔夫球场，是马来西亚除槟城以外唯一一间日本学校。

## 天气
梳邦是马来西亚最多雷暴的地区，其中：
- 在1987年录得362天有闪电
- 一年平均有262天有雷暴
- 在1969年共有269天雷暴

## 交通
梳邦交通完善，可通往临近城镇如吉隆坡、梳邦再也、莎亚南和灵市市郊如双威镇、阿拉白沙罗、哥打白沙罗、万达镇、百乐镇和珍珠白沙羅。主要道路有 联邦大道、莎亚南大道 (KESAS)、新巴生河流域大道 (NKVE),、新班底大道 (NPE)、南北大道第二中环衔接大道,、梳邦机场快速公路和白沙羅－蒲種大道。
梳邦新村原本设有中文路牌，现已拆除。